# Chenopodium badachschanicum
Chenopodium badachschanicum là loài thực vật có hoa thuộc họ Dền. Loài này được Tzvelev mô tả khoa học đầu tiên năm 1960.